# ジェフ・ニュートン
ジェフ・ニュートン（Jeff Newton）ことジェフリー・ハッサン・ニュートン（Jeffrey Hassan Newton、1981年1月4日 - ）は、アメリカ合衆国のプロバスケットボール選手。ジョージア州アトランタ出身。
2005年にbjリーグの大阪エヴェッサに加入し、bjリーグ 2005-06シーズンからbjリーグ 2007-08シーズンまでのリーグ3連覇に貢献。bjリーグ 2008-09シーズンには同じくbjリーグの琉球ゴールデンキングスに移籍し、レギュラーシーズンとプレイオフ両方のMVPに選ばれ、琉球のリーグ初優勝の原動力となった。その後もbjリーグ 2011-12シーズン、bjリーグ 2013-14で優勝し、bjリーグでは計6度の優勝を経験した。2013-14シーズンを最後に現役を引退。背番号50は琉球の永久欠番となった。
現役時代の身長は205cm、体重は102kgで、ポジションはパワーフォワード、センター。

## 来歴

### 大学
地元のメイズ高校卒業後、インディアナ大学に4年間在籍しジャレッド・ジェフリーズ、ブレイシー・ライトらとプレー、2002年のファイナルフォー進出に貢献した。翌シーズンに平均14.9得点、8.2リバウンドと成績を伸ばしたが、2003年のNBAドラフトでは指名を得られなかった。

### プロ選手として
2003年から2005年までLEB（スペイン2部リーグ）、Huelvaでプレーした後、大学の先輩であり、同僚のリン・ワシントンに誘われ、2005年にbjリーグの大阪エヴェッサに入団。2005-06シーズンから2007-08シーズンまで最多ブロックショットのタイトルを3シーズン連続して獲得し、大阪の3連覇に貢献した。
しかし、サラリーキャップ制度を導入していたbjリーグにおいて、活躍により年俸が高騰したニュートンと大阪との契約継続は困難となり、2007-08シーズン終了後、ニュートンは琉球ゴールデンキングスに移籍することになった。2007-08シーズンにbjリーグに参入した琉球は初年度を10勝34敗の最下位で終えており、ニュートンはチームを立て直すための中心として、新たにヘッドコーチに就任した桶谷大とともに位置づけられた。なおこの時、ニュートンは個人的に親交のあったアンソニー・マクヘンリーの入団も希望し、受け入れられた。
bjリーグ 2008-09シーズン、それまでのセンターからパワーフォワードにコンバートされたニュートンはレギュラーシーズン50試合全てに先発出場し、1試合平均17.92得点を記録。出場時間はリーグ5位となる1,844分を数えた。琉球は41勝11敗でウエスタンカンファレンス1位となり、ニュートンはレギュラーシーズンのMVPに選ばれた。またこのシーズンのプレイオフ、ウエスタンカンファレンスファイナルでは大阪エヴェッサを相手に第4クォーター残り8分49秒の時点で17点差をつけられたが、ニュートンはこのクォーターだけで20点を奪い、琉球は逆転勝利を収めた。続くファイナルでも琉球は東京アパッチを破りリーグ優勝を果たす。ニュートンは大阪戦で50得点、19リバウンドの成績を残したことなどを評価され、プレイオフのMVPも受賞した。
bjリーグ 2009-10シーズン、琉球に残留したニュートンだったが、肩の故障により一時帰国を余儀なくされる。この影響で出場試合数は33に減少、1試合あたりの平均得点も14.9に減少した。
bjリーグ 2010-11シーズンもニュートンは琉球と契約し、49試合に出場。平均得点は12.4、リバウンドはリーグ6位となる平均10.8の記録を残した。
bjリーグ 2011-12シーズン、ニュートンは琉球との契約を継続した。このシーズンは51試合に出場、リーグ9位となる1試合平均9.9リバウンドを挙げた。
bjリーグ 2012-13シーズン、琉球に残留したニュートンは、シーズン途中の3月に左膝半月板の手術を受け、治療のため8試合を欠場した。このシーズンは41試合に出場、平均9.1得点をあげた。
bjリーグ 2013-14シーズン、琉球での6シーズン目を迎えたニュートンだったが、このシーズンはスターティングメンバーから外れることになる。チームは3度目のリーグ優勝を果たしたものの、ニュートンの出場時間は1試合あたり22.0分、平均得点も同4.2と、いずれも日本でのキャリアの中で最低だった。シーズン終了後、琉球はニュートンとの契約を更新しないことを決める。ニュートンは現役続行を希望し、代理人が複数のクラブと接触したものの、移籍には至らず、ニュートンは現役引退を決めた。

### 引退後

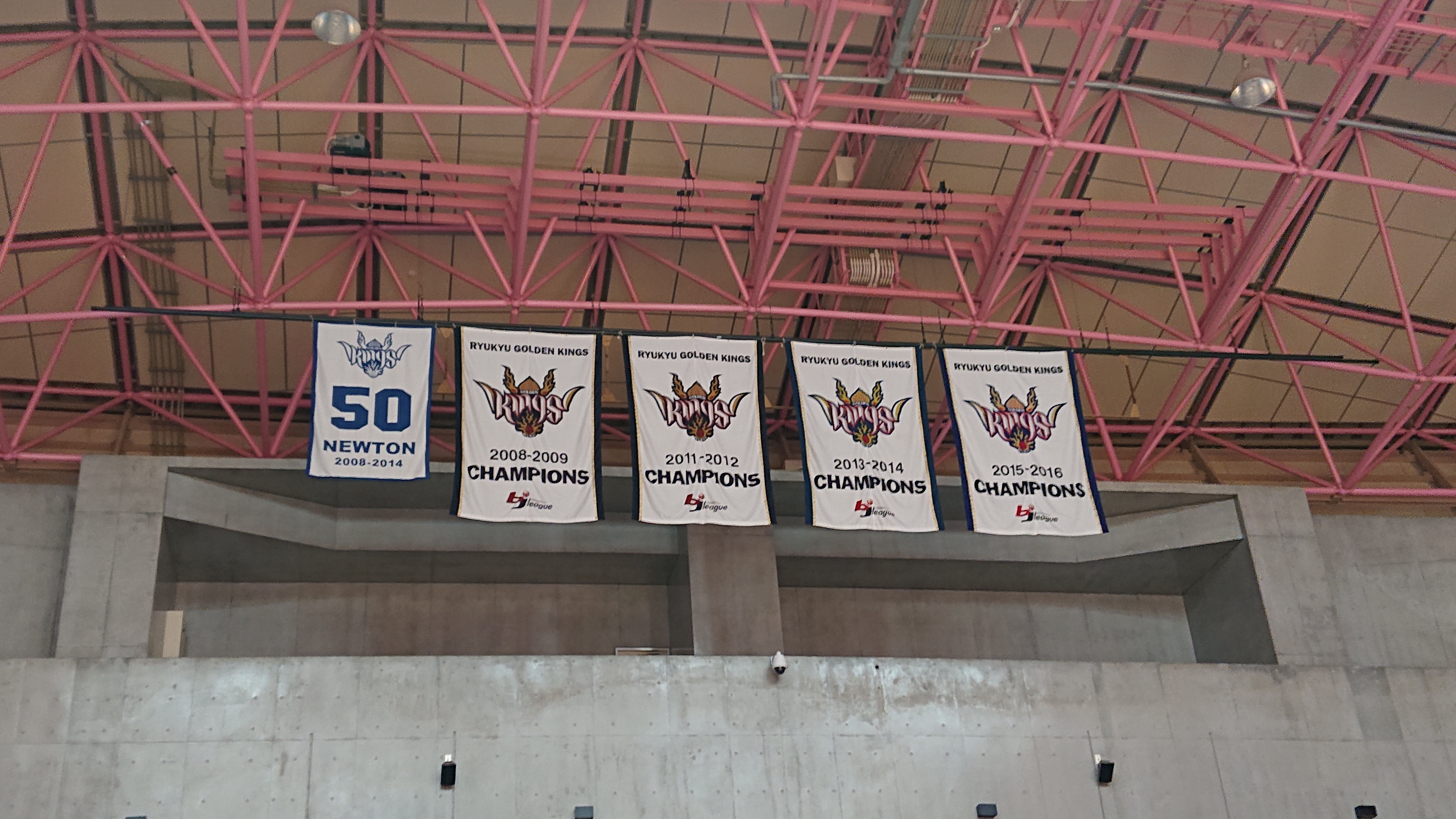
永久欠番となっている背番号50

引退後、ニュートンはバスケットボールに関連する職に就くことを望まず、違う分野の職に就いた。2015年10月、琉球はニュートンの背番号「50」を永久欠番にすることを決め、11月8日に沖縄市体育館で行われたライジング福岡戦にニュートンを招きセレモニーを行った。

## 個人成績
bjリーグレギュラーシーズン
| シーズン         | チーム | GP | GS | MPG  | FG%  | 3P%  | FT%  | RPG  | APG | SPG | BPG | TO  | PPG  |
| ---------------- | ------ | -- | -- | ---- | ---- | ---- | ---- | ---- | --- | --- | --- | --- | ---- |
| bjリーグ 2005-06 | 大阪   | 38 | 38 | 33.6 | .484 | .216 | .632 | 12.0 | 1.6 | 0.6 | 2.7 | 2.9 | 15.0 |
| bjリーグ 2006-07 | 大阪   | 35 | 35 | 36.4 | .512 | .143 | .604 | 13.3 | 2.5 | 1.5 | 2.3 | 2.4 | 15.2 |
| bjリーグ 2007-08 | 大阪   | 44 | 44 | 38.4 | .480 | .324 | .688 | 13.3 | 2.8 | 1.6 | 3.4 | 2.8 | 19.0 |
| bjリーグ 2008-09 | 琉球   | 50 | 50 | 36.9 | .477 | .205 | .696 | 13.1 | 2.3 | 0.9 | 1.6 | 2.9 | 17.9 |
| bjリーグ 2009-10 | 琉球   | 33 | 32 | 33.2 | .455 | .000 | .545 | 11.5 | 1.9 | 0.5 | 1.5 | 2.8 | 14.9 |
| bjリーグ 2010-11 | 琉球   | 49 | 48 | 31.5 | .502 | .000 | .618 | 10.8 | 2.3 | 0.7 | 1.3 | 1.6 | 12.4 |
| bjリーグ 2011-12 | 琉球   | 51 | 51 | 31.2 | .484 | .310 | .708 | 9.9  | 2.1 | 0.9 | 0.9 | 1.8 | 11.3 |
| bjリーグ 2012-13 | 琉球   | 41 | 36 | 26.4 | .526 | .000 | .618 | 8.8  | 1.4 | 0.9 | 1.2 | 1.6 | 9.1  |
| bjリーグ 2013-14 | 琉球   | 52 |    | 22.0 | .406 | .000 | .656 | 6.4  | 0.9 | 0.5 | 0.6 | 1.3 | 4.2  |

## 参考資料
- 木村達郎『琉球ゴールデンキングスの奇跡』学研パブリッシング、2009年。ISBN 9784054043312。